# Mausoleo de Miralpeix
El Mausoleo de Miralpeix es un mausoleo romano de tipo sepulcro-templo hallado junto al Ebro en el término municipal de Caspe, en la provincia de Zaragoza (Aragón, España).
Fue trasladado en 1962 a su actual ubicación en el centro urbano de Caspe —en los jardines de la Colegiata de Santa Maria la Mayor— por la construcción del embalse de Mequinenza.
La utilización de su material en posteriores construcciones de tipo rural había alterado profundamente su estructura.
Su traslado y posterior restauración permitieron salvar la construcción, ya muy degradada.
Construido en sillares de arenisca muy bien cortados, actualmente de distintos colores (blanco, ocre y amarillo), presenta una planta rectangular, estando cubierto por una gran bóveda de medio cañón de 8 metros de altura. En las esquinas aún aparecen restos de columnas y capiteles de tipo corintio.
Su cronología, difícil en monumentos sin otros restos que su propia tipología, puede ser de la segunda mitad del siglo II o inicios del siglo III, coincidiendo con la romanización en profundidad de la región, fundamentada en la explotación agrícola.
Constituye uno de los mejores ejemplos del dilatado paso del Imperio romano por las tierras del Ebro.
Fue declarado monumento nacional en 1931.